# Notre-Dame-la-Grande (Poitiers)

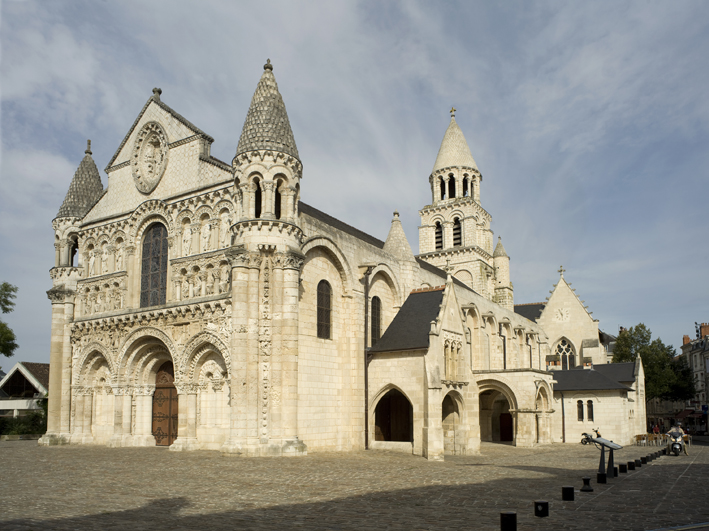
Notre Dame la Grande

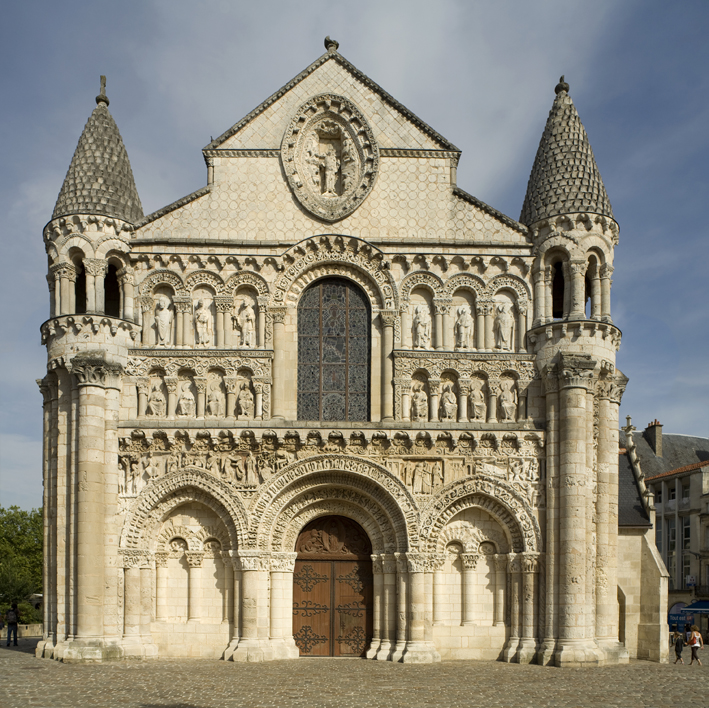
Fassade

Notre-Dame la Grande ist eine kunsthistorisch bedeutende ehemalige Stiftskirche in der französischen Stadt Poitiers (Département Vienne). Die heutige Pfarrkirche, die in der Altstadt neben dem Palast der Grafen von Poitou steht, ist gleichzeitig einer der touristischen Hauptanziehungspunkte der Stadt. Sie ist der poitevinischen Schule der Romanik zuzuordnen.

## Geschichte

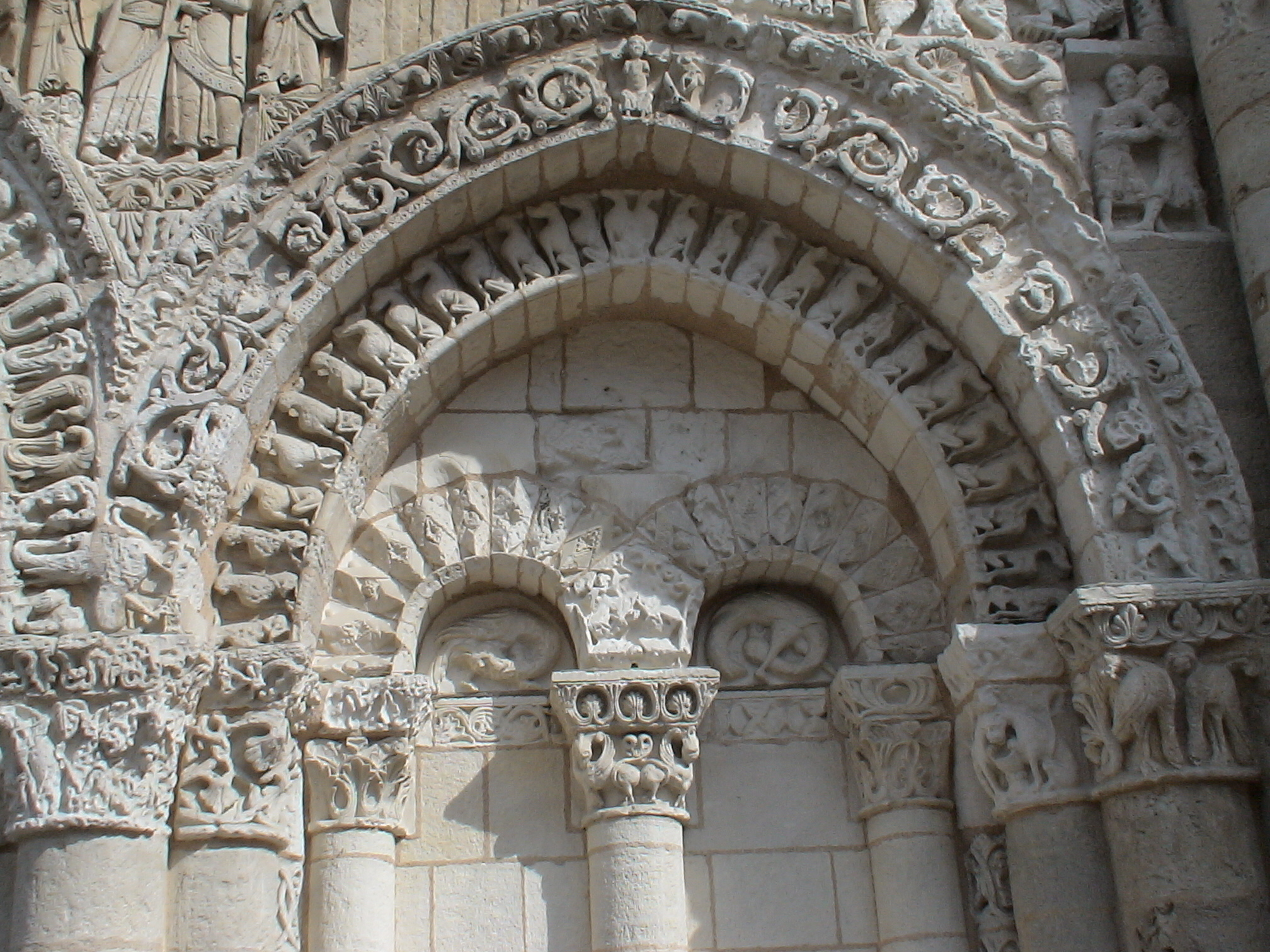
Fassade, Detail

Ein Vorgängerbau an derselben Stelle ist in einer Urkunde aus dem Jahr 924 erwähnt. Die heutige Kirche wurde zu großen Teilen im 11. Jahrhundert errichtet und 1086 von Kardinal Odon, dem späteren Papst Urban II. geweiht. Zwischen 1115 und 1130 wurde das Gotteshaus nach Westen verlängert und erhielt dabei seine heutige prächtige Fassade.
Nach dem Jahr 1887 erfolgten umfangreiche Rekonstruktionen, in den Jahren 1992 bis 1995 eine Restaurierungskampagne.

## Architektur

### Westfassade
Als besonders sehenswert gilt die Westfassade der Kirche, welche reich geschmückt mit Ornamenten und Reliefdarstellungen biblischer Motive versehen wurde. Sie stammt aus dem 2. Viertel des 12. Jahrhunderts.
Die kleinteilige Verzierung sämtlicher Flächen mit plastischem Schmuck trägt die Züge der westfranzösischen Romanik, welche nach ihrem Zentrum, dem Poitou, auch als poitevinische Romanik bezeichnet wird.
Das Hauptportal in der Mitte des Erdgeschosses hat kein Tympanon. Statt von Nebenportalen ist es von zwei Blendarkaden flankiert, die wenige Jahre vor dem Beginn der Gotik (Abteikirche Saint-Denis 1140) schon mit Spitzbögen abschließen. Die Fläche oberhalb von Portal und Blendarkaden bis zum abschließenden Sims des Erdgeschosses ist links mit Szenen aus dem Alten Testament geschmückt, rechts mit Szenen, die Christi Geburt betreffen. Die je zwei Galerien beidseits des Mittelfensters im Obergeschoss zeigen dreizehn Propheten und einen Papst, Die Mandorla im zweigeschossigen Giebelfeld zeigt Jesus Christus. Die gestuften Bögen von Portal und Blendarkaden sind mit Ornamenten bedeckt, möglicherweise zum Teil ornamental verfremdeten Buchstaben.

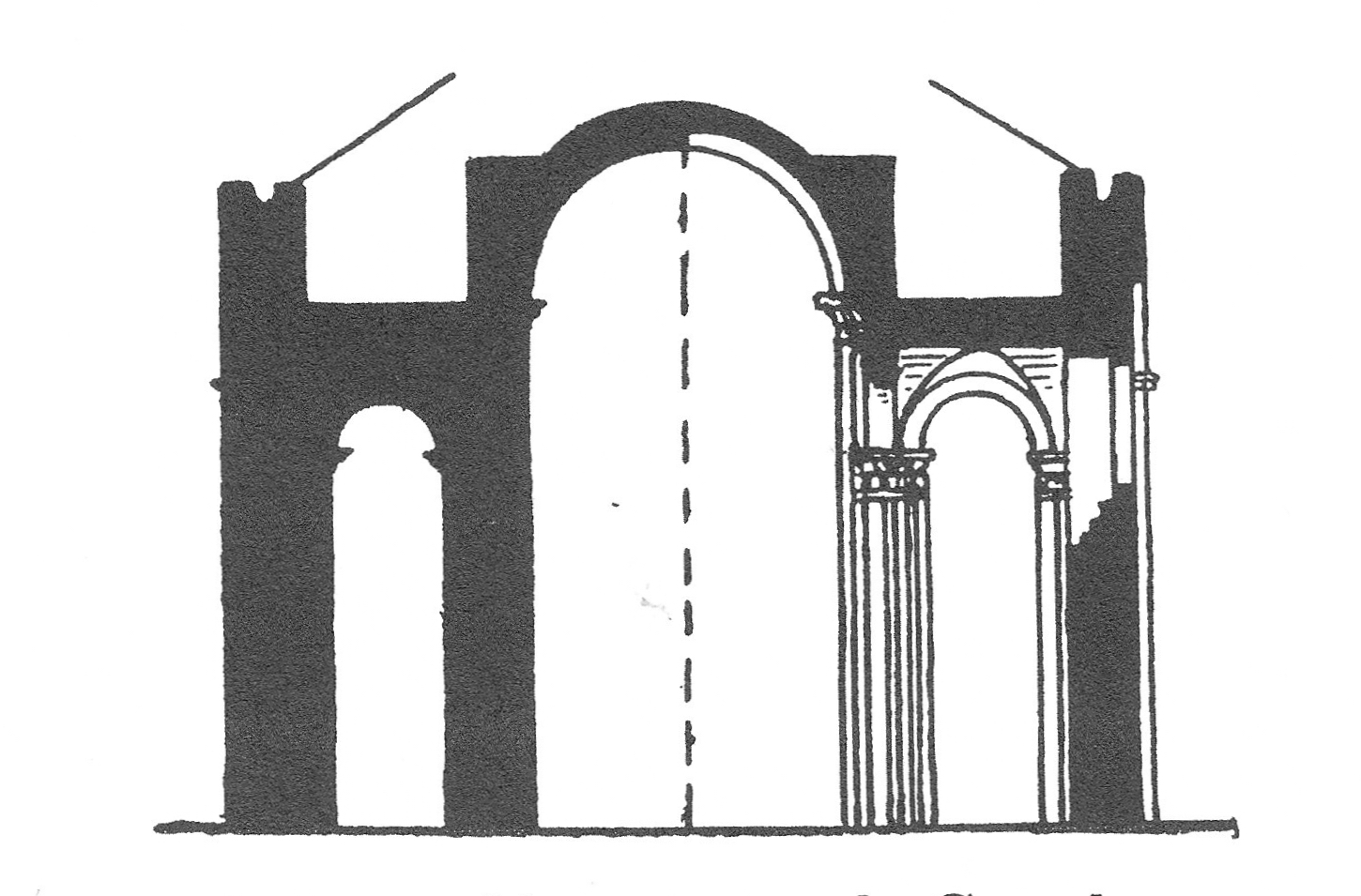
Pseudobasilika, Mittelschiff mit Tonnengewölbe, darunter Seitenschiffe mit Kreuzgratgewölben

### Anbauten
An den Chorumgang und das nördliche Seitenschiff wurden im 16. Jahrhundert mehrere spätgotische Kapellen angebaut.

### Innenraum

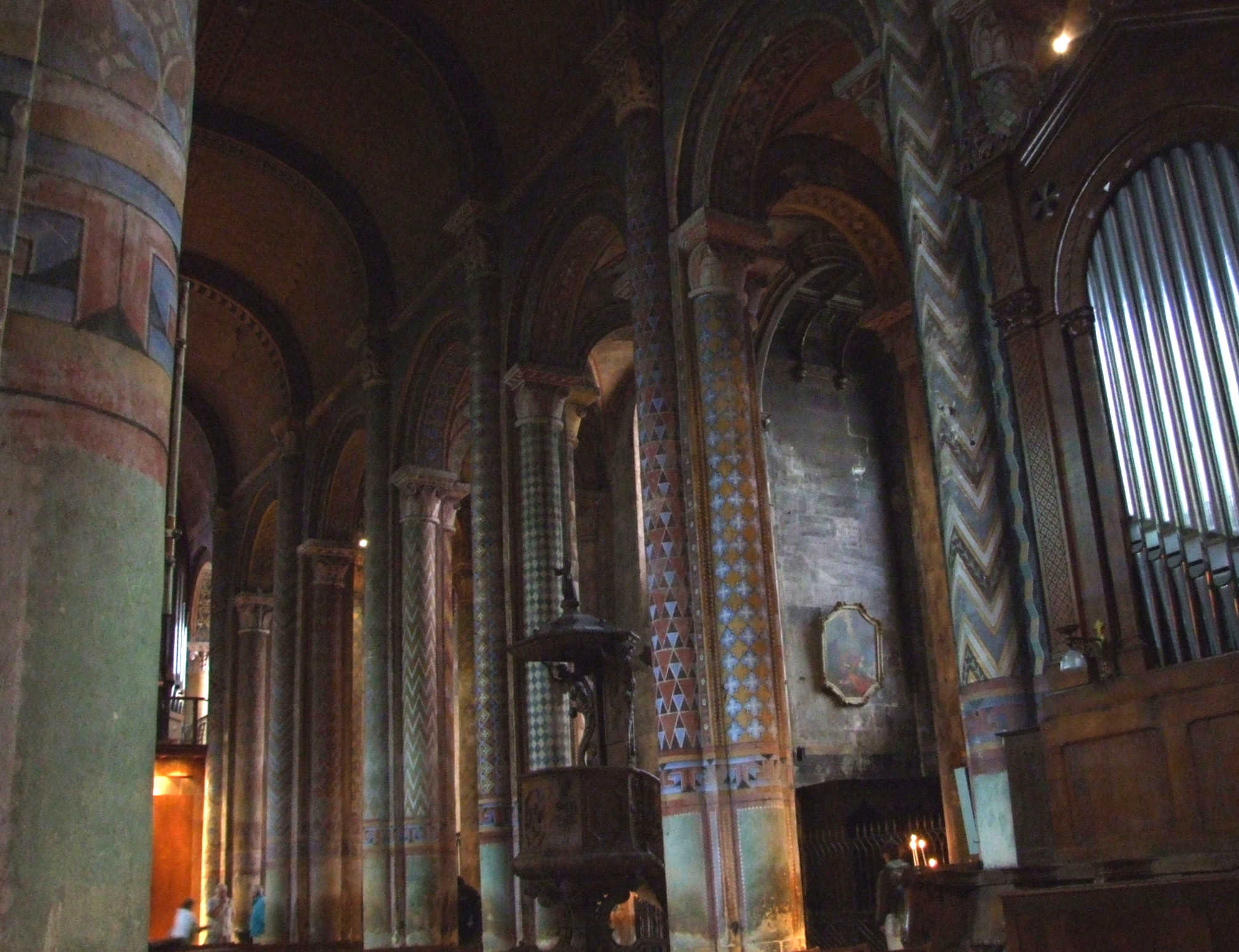
Mittelschiff und Seitenschiff

Notre-Dame-la-Grande ist eine Pseudobasilika: Die Seitenschiffe haben Kreuzgratgewölbe auf deren Scheitelhöhe liegt die Basis des Tonnengewölbes des Mittelschiffs. Daher ist das Innere auffallend dunkel, wegen der unbeleuchteten oberen Mittelschiffsetage sind Pseudobasiliken grundsätzlich dunkel, sofern nicht bei kurzem Kirchenschiff ein Fenster in der Stirnseite bis unter das mittlere Gewölbe reicht. Die prächtige Bemalung wurde im 19. Jahrhundert erneuert. In der Krypta sind Teile der Originalbemalung erhalten.

## Orgel
Die Geschichte der Orgeln von Notre-Dame-la-Grande reicht zurück bis in das Jahr 1400. Die heutige Orgel wurde 1996 von dem Orgelbauer Yves Sévère fertiggestellt. Es handelt sich dabei um ein polyphon disponiertes Instrument mit 33 Registern auf drei Manualen und Pedal. Die Trakturen sind mechanisch.
| I Grand Orgue C–g3 |       |
| Quintaton          | 16′   |
| Montre             | 8′    |
| Bourdon            | 8′    |
| Prestant           | 4′    |
| Flute              | 4′    |
| Doublette          | 2′    |
| Quinte             | 2 ⁄3′ |
| Fourniture IV      |       |
| Cymbale III        |       |
| Trompette          | 8′    |
| Clairon            | 4′    |

| II Positif de Dos C–g3 |        |
| Bourdon                | 8′     |
| Montre                 | 4′     |
| Flûte                  | 4′     |
| Nasard                 | 2 ⁄3′  |
| Doublette              | 2′     |
| Tierce                 | 1 3⁄5′ |
| Sifflet                | 1′     |
| Mixture III            |        |
| Cromorne               | 8′     |

| III Récit C–g3  |       |
| Flûte           | 8′    |
| Principal       | 4′    |
| Flûte           | 4′    |
| Flûte           | 2′    |
| Sesquialtera II | 2 ⁄3′ |
| Mixture III     |       |
| Voix Humaine    | 8′    |

| Pédale C–f1 |     |
| Soubasse    | 16′ |
| Principal   | 8′  |
| Principal   | 4′  |
| Nachthorn   | 2′  |
| Mixture IV  |     |
| Posaune     | 16′ |